# Meilhan-sur-Garonne
Meilhan-sur-Garonne – miejscowość i gmina we Francji, w regionie Nowa Akwitania, w departamencie Lot i Garonna.
Według danych na rok 1990 gminę zamieszkiwało 1255 osób, a gęstość zaludnienia wynosiła 44 osób/km² (wśród 2290 gmin Akwitanii Meilhan-sur-Garonne plasuje się na 346. miejscu pod względem liczby ludności, natomiast pod względem powierzchni na miejscu 305.).